# Annotations aux Chroniques des Trois Royaumes
Pour les articles homonymes, voir Trois Royaumes.
Les Annotations aux Chroniques des Trois Royaumes (chinois simplifié : 三国志注 ; chinois traditionnel : 三國志注 ; pinyin : Sān Guó Zhì Zhù) par Pei Songzhi (372-451) sont une édition annotée et complétée, datant du Ve siècle, des Chroniques des Trois Royaumes, un texte historique compilé au IIIe siècle par l'historien Chen Shou. Après avoir quitté sa province natale, Pei Songzhi est devenu le Gentilhomme des Textes de la dynastie Liu Song et s'est vu confier la tâche d'éditer ce livre. Il achève son travail en l'an 429.
Les Annotations sont devenues l'histoire officielle de la période des Trois Royaumes sous le titre Sān Guó Zhì Zhù, le "Zhù" du titre signifiant "notes". Au travers de ses annotations, Songzhi a fourni des explications détaillées sur certains événements et éléments mentionnés de manière moins précise dans le texte original. Plus important encore, il a apporté des corrections au travail de Chen Shou, en recoupant le texte de ce dernier avec tous les documents et toutes les archives qu’il avait pu rassembler. Pei Songzhi rajoute des éléments sans rien soustraire, car ses notes et commentaires sont inclus a coté des événements historiques, des chiffres et des commentaires rédigé au IIe siècle par Chen Shou. Grâce à ses vastes recherches, Songzhi a été capable de créer une histoire relativement complète, en éliminant la plupart des lacunes du livre original. Tous les rajouts opérés par Pei Songzhi font que ses Annotations font presque deux fois la taille des Chroniques originelles. Cependant, tout n'est pas parfait dans son travail et certains des éléments ajoutés sont visiblement exagéré et d’une authenticité discutable, voir probablement fictifs.

## Liste des textes utilisé par Pei Songzhi dans les Annotations

### Histoires officielles et privée
| Titre                            | Traduction                                                      | Auteur / Compilateur                         | Notes | Localisation de la première citation tirée de ce texte dans les "Annotations" |
| -------------------------------- | --------------------------------------------------------------- | -------------------------------------------- | --- | ----------------------------------------------------------------------------- |
| 帝王世紀 Diwang Shiji            | L'ère des souverains                                            | Huangfu Mi                                   | Les actes des empereurs et des rois depuis les temps légendaires | 38.975, n 3                                                                   |
| 典略 Dianlüe                     |                                                                 | Yu Huan                                      | Serait basé sur des extraits du Weilüe | 1.45, n 1                                                                     |
| 高士傳 Gaoshi Zhuan              |                                                                 | Huangfu Mi                                   | Contient des biographies de personnages allant de l'époque des Trois augustes et cinq empereurs à la période des trois royaumes | 11.355                                                                        |
| 漢紀 Han Ji                      | Annales des Han                                                 | Yuan Hong                                    | Histoire annalistique des Han orientaux | 2.57–8, n 3                                                                   |
| 漢紀 Han Ji                      | Annales des Han                                                 | Zhang Fan (張璠)                             | Aussi connues sous le nom d'Annales des Han Orientaux (後漢紀). N'ont peut-être jamais été complétés. | 1.3, n 2                                                                      |
| 漢晉春秋 Han Jin Chunqiu         | Chroniques des Han et Jin                                       | Xi Zuochi                                    | Raconte l'histoire de la chine du début de la dynastie Han jusqu'à la dynastie des Jin occidentaux | 1.20                                                                          |
| 漢書 Han Shu                     | Livre des Han                                                   | Hua Qiao (華嶠)                              | Hua Qiao est un petit-fils de Hua Xin. Raconte l'histoire de la fin de la dynastie des Han orientaux. Aussi connu sous le nom de Livre ultérieur des Han (漢後書). À ne pas confondre avec le Livre des Han dirigé par Ban Biao et ses enfants.                                                 | 6.177                                                                         |
| 漢書注 Han Shu Zhu               | Annotations au Livre des Han                                    | Ban Gu et Ban Zhao; annotations de Ying Shao | Version annotée de l'Histoire officielle de la dynastie des Han occidentaux Extant. | 1.36, n 5                                                                     |
| 漢魏春秋 Han Wei Chunqiu         | Chroniques des Han et Wei                                       | Kong Yan (孔衍)                              | Chroniques historiques de la dynastie des Han orientaux et de la dynastie Wei | 1.46, n 2                                                                     |
| 後漢書 Hou Han Shu               | Livre des Han postérieurs                                       | Xie Cheng (謝承)                             | Chroniques historiques de la dynastie des Han orientaux .Ces chroniques ne doivent pas être confondues avec le Livre des Han postérieurs dirigé par l'historien Fan Ye et qui est l'histoire officielle de cette période. Xie Cheng est un des frères cadets de Dame Xie, l'épouse de Sun Quan. | 1.6–7 n 5                                                                     |
| 華陽國志 Huayang Guo Zhi         | Chroniques de Huayang                                           | Chang Qu                                     | L'histoire de la région de Ba–Shu (巴蜀), ce qui correspond actuellement au Sichuan et a Chongqing, de la dynastie Han à la dynastie Jin | 32.875, n 2                                                                   |
| 交廣記 Jiaoguang Ji              | Chroniques des provinces de Jiao et Guang                       | Wang Yin (王隱)                              | L'histoire des provinces de Jiao et Guang | 60.1385                                                                       |
| 晉惠帝起居注 Jin Huidi Qiju Zhu  | Notes sur la vie quotidienne à l'époque de l'empereur Jin Huidi |                                              | Chroniques sur les événements survenus pendant le règne de l'empereur Jin Huidi | 8.262, n 2                                                                    |
| 晉泰始起居注 Jin Taishi Qiju Zhu | Notes sur la vie quotidienne pendant l'ère "Taishi" de Jin      |                                              | Chroniques sur les événements survenus pendant l'ère Taishi (265-274) du règne de l'empereur Jin Wudi | 35.932–3                                                                      |
| 晉紀 Jin Ji                      | Annales des Jin                                                 | Gan Bao                                      | Histoire non officielle de la Dynastie Jin de l'Ouest | 3.145 n 1                                                                     |
| 晉書 Jin Shu                     | Livre des Jin                                                   | Wang Yin (王隱)                              | Histoire non officielle de la Dynastie Jin de l'Ouest, co-écrite par Wang Quan (王銓), le père de Wang Yin. Ce Jin Shu ne doit pas être confondu avec l'histoire officielle de la dynastie Jin qui porte le même nom et a été écrite sous la direction de Fang Xuanling.                        | 1.49, n 3                                                                     |
| 晉書 Jin Shu                     | Livre des Jin                                                   | Yu Yu (虞預)                                 | Le Jin Shu de Yu Yu semble être un plagiat rédigé en utilisant la correspondance entre Yu et Wang Yin (王隱) | 21.605–6                                                                      |
| 晉陽秋 Jin Yang Qiu              |                                                                 | Sun Sheng                                    | Histoire de la Dynastie Jin de sa fondation jusqu'au règne de l'empereur Jin Aidi | 8.253, n 2                                                                    |
| 九州春秋 Jiuzhou Chunqiu         | Annales des Neuf Provinces                                      | Sima Biao                                    | Histoire de la dynastie des Han orientaux en 10 volumes | 1.4                                                                           |
| 九州記 Jiuzhou Ji                | Chroniques des Neuf Provinces                                   | Xun Chuo (荀綽)                              | Ouvrage divisé en 9 volumes, un pour chacune des neuf provinces (en). | 11.336                                                                        |
| 靈帝紀 Lingdi Ji                 | Annales de l'Empereur Ling                                      | Liu Ai (劉艾)                                | Récits concernant l'empereur Han Lingdi | 1.45, n 1                                                                     |
| 默記 Mo Ji                       | Récits écrits de mémoire                                        | Zhang Yan (張儼)                             | Récits concernant Zhuge Liang et autres personnages | 35.935–6                                                                      |
| 三朝錄 San Chao Lu               | Récits des trois Dynasties                                      | Zhang Wen?                                   | Informations concernant Sun Lang (孫朗) | 51.1213; biographie de Sun Kuang                                              |
| 三國評 San Guo Ping              | Commentaires sur les Trois Royaumes                             | Xu Zhong (徐眾)                              | Commentaires sur les événements de la période des trois royaumes | 7.237                                                                         |
| 史記 Shiji                       | Mémoires historique                                             | Sima Qian                                    | Première histoire de la Chine, de l'époque des empereurs mythiques jusqu'à celle de l'auteur. Extant. | 19.568–9, n 2; biographie de Cao Zhi.                                         |
| 世語 Shiyu                       | Compte-rendu de cette Génération                                | Guo Song (郭頒)                              | Aussi connu sous le nom de Wei Jin Shiyu (魏晉世語). Un texte historique au contenu particulièrement pauvre. | 1.2, n 3                                                                      |
| 蜀本紀 Shu Benji                 | Annales basiques du Shu                                         | Qiao Zhou                                    | Récits concernant Liu Bei | 32.889, n 1                                                                   |
| 蜀記 Shu Ji                      | Récits du Shu                                                   | Wang Yin (王隱)                              | Récits concernant l'histoire du Shu | 18.547, n 2; biographie de Pang De                                            |
| 通語 Tongyu                      | Comptes-rendus complets                                         | Yin Ji (殷基)                                | raconte les débuts de la dynastie Jin | 44.1062, n 1                                                                  |
| 魏紀 Wei Ji                      | Annales du Wei                                                  | Yin Dan (殷澹)                               | | 19.558, n 1; biographie de Cao Zhi                                            |
| 魏略 Weilüe                      | Brève histoire du Wei                                           | Yu Huan                                      | | 1.18                                                                          |
| 魏末傳 Wei Mo Zhuan              | Récits de la fin du Wei                                         |                                              | Récits racontant les événements s'étant déroulés à la fin du royaume du Wei | 3.91, n 2                                                                     |
| 魏氏春秋 Wei Shi Chunqiu         | Chroniques de la Famille régnante du Wei                        | Sun Sheng                                    | Histoire chronologique du royaume du Wei | 1.18                                                                          |
| 魏書 Wei Shu                     | Livre du Wei                                                    | Wang Chen, Xun Yi, Ruan Ji                   | Compilé après la chute du Wei | 1.1 n 1                                                                       |
| 吳紀 Wu Ji                       | Annales du Wu                                                   | Huan Ji (環濟)                               | | 53.1247, n 4                                                                  |
| 吳歷 Wu Li                       | Histoire du Wu                                                  | Hu Chong (胡沖)                              | | 2.89                                                                          |
| 吳錄 Wu Lu                       | Récits du Wu                                                    | Zhang Bo (張勃)                              | | 37.954, n 2                                                                   |
| 吳書 Wu Shu                      | Livre du Wu                                                     | Wei Zhao                                     | | 1.11, n 1                                                                     |
| 吳志 Wu Zhi                      | Récits du Wu                                                    |                                              | | 1.6, n 3                                                                      |
| 獻帝春秋 Xiandi Chunqiu          | Chroniques de l'empereur Xian                                   | Yuan Wei (袁暐)                              | Chroniques concernant l'empereur Han Xiandi. | 1.12                                                                          |
| 獻帝起居注 Xiandi Qiju Zhu       | Notes sur la vie quotidienne de l'empereur Xian                 |                                              | Récit des événements survenu pendant le règne de l'empereur Han Xiandi | 1.22, n 2                                                                     |
| 續漢書 Xu Han Shu                | Continuation du livre des Han                                   | Sima Biao                                    | Histoire de la dynastie des Han Orientaux | 1.1–2                                                                         |

### Documents officiels
| Titre                                       | Traduction                                                         | Auteur / Compilateur | Notes | Localisation de la première citation tirée de ce texte dans les "Annotations" |
| ------------------------------------------- | ------------------------------------------------------------------ | -------------------- | --- | ----------------------------------------------------------------------------- |
| 百官名 Baiguan Ming                         | Messages officiels                                                 |                      | Registre des fonctionnaires sous la dynastie Jin | 12.390; biographie de Sima Zhi (司馬芝)                                       |
| 禪晉文 Shan Jin Wen                         | Sur l'abdication au Jin                                            |                      | Un document de la cour du Wei décrivant la position des membres de ladite Cour sur la succession du pouvoir du Wei au Jin                                                                           | 14.455 n 2; biographie de Jiang Ji                                            |
| 太康三年地記 Taikang San Nian Diji          | Enquête sur le pays de (l'an) 282                                  |                      | Enquête gouvernementale sur la population et les conditions locales | 22.637 n 1; biographie de Chen Qun                                            |
| 魏郊祀奏 Wei Jiaosi Zou                     | Mémorandum sur le sacrifice bi-annuel à la nature du Wei           |                      | Document gouvernemental du royaume de Wei | 2.83                                                                          |
| 魏名臣奏 Wei Mingchen Zou                   | A la mémoire des célèbres ministres du Wei                         | Chen Shou            | Compilé durant l'ère Zhengshi (240-249) du règne de Cao Fang. | 3.111–2                                                                       |
| 咸熙元年百官名 Xianxi Yuannian Baiguan Ming | Publications officielles de la première année de la période Xianxi |                      | Registre des fonctionnaires du Wei en 264 | 28.794                                                                        |
| 獻帝傳 Xiandi Zhuan                         | Biographie de l'Empereur Xian                                      |                      | Récits sur l'empereur Han Xiandi, qui complètent ceux du Xiandi Ji. Contient des mémoires envoyés par divers responsables à l'empereur Xiandi, exhortant ce dernier à abdiquer en faveur de Cao Pi. | 1.39–40, n 3                                                                  |

### Biographies individuelles, familiales et de groupes d'individus
| Titre                                  | Traduction                                                       | Auteur / Compilateur               | Notes | Localisation de la première citation tirée de ce texte dans les "Annotations" |
| -------------------------------------- | ---------------------------------------------------------------- | ---------------------------------- | --- | ----------------------------------------------------------------------------- |
| 邴原別傳 Bing Yuan Biezhuan            | Biographie non officielle de Bing Yuan                           |                                    | Récits et correspondances concernant Bing Yuan (邴原) et ses associés | 11.351–4                                                                      |
| 曹瞞傳 Cao Man Zhuan                   | Biographie de Cao Man                                            |                                    | Récits sur la vie de Cao Cao avant son accession au pouvoir | 1.1 n 1                                                                       |
| 曹志別傳 Cao Zhi Biezhuan              | Biographie non officielle de Cao Zhi                             |                                    | Récits sur la vie de Cao Zhì (曹志), qui est le fils de Cao Zhi et petit-fils de Cao Cao                                                                                                   | 19.577 n 2; biographie de Cao Zhi                                             |
| 陳留耆舊傳 Chenliu Qijiu Zhuan         | Biographies des Ainés de Chenliu                                 | Su Lin (蘇林)                      | Contient des biographies d'habitants de Chenliu (陳留) | 24:683, n 2; biographie de Gao Rou                                            |
| 陳氏譜 Chen Shi Pu                     | Généalogie de la famille Chen                                    |                                    | Récits concernant Chen Tai et sa famille | 22:641 n 2; biographie of Chen Qun                                            |
| 程曉別傳 Cheng Xiao Biezhuan           | Biographie non officielle de Cheng Xiao                          |                                    | Récits sur Cheng Xiao (程曉) | 14.431, n 2                                                                   |
| 楚國先賢傳 Chuguo Xianxian Zhuan       | Biographies des Défunts Importants du Chu                        |                                    | Biographies de personnes originaires de la province de Jing | 4.141                                                                         |
| 崔氏譜 Cui Shi Pu                      | Généalogie de la famille Cui                                     |                                    | Récits concernant Cui Lie (崔烈) et sa famille, le clan Cui de Boling | 35.911, n 3                                                                   |
| 杜氏新書 Du Shi Xinshu                 | Le nouveau livre de M. Du                                        | [ note 8 ]                         | Histoire de la famille Du. Aussi connu sous le nom de Du Shi Youqiu Xinshu (杜氏幽求新書).                                                                                                 | 16.497; biographie de Du Ji                                                   |
| 費禕別傳 Fei Yi Biezhuan               | Biographie non officielle de Fei Yi                              |                                    | Récits concernant Fei Yi | 44.1061, nn 1–3                                                               |
| 顧譚傳 Gu Tan Zhuan                    | Biographie de Gu Tan                                             | Lu Ji                              | Biographie de Gu Tan | 52.1231, n 1                                                                  |
| 管輅別傳 Guan Lu Biezhuan              | Biographie non officielle de Guan Lu                             | Guan Chen (管辰)                   | Récits concernant Guan Yu | 29.811; biographie de Guan Yu                                                 |
| 毌丘儉志記 Guanqiu Jian Zhi Ji         | L'histoire de Guanqiu Jian                                       |                                    | Une sorte de biographie familiale non officielle de Guanqiu Jian | 3.112                                                                         |
| 郭林宗傳 Guo Linzong Zhuan             | Biographie de Guo Linzong                                        |                                    | Biographie de Guo Tai (郭泰 (zh)) | 22.648                                                                        |
| 郭氏譜 Guo Shi Pu                      | généalogie de la famille Guo                                     |                                    | Récits concernant Guo Huai et sa famille | 26.734                                                                        |
| 漢末名士錄 Han Mo Mingshi Lu           | Récits sur des personnages célèbres de la fin de la Dynastie Han |                                    | | 6.192                                                                         |
| 胡氏譜 Hu Shi Pu                       | Généalogie de la famille Hu                                      |                                    | Récits concernant Hu Zhi (胡質) et sa famille | 27.741; biographie de Hu Zhi                                                  |
| 華佗別傳 Hua Tuo Biezhuan              | Biographie non officielle de Hua Tuo                             |                                    | Récits concernant Hua Tuo | 29.802; biographie de Hua Tuo                                                 |
| 嵇康別傳 Ji Kang Biezhuan              | Biographie non officielle de Ji Kang                             | Ji Xi (嵇喜)                       | | 21.606; Biographie de Xi Kang                                                 |
| 嵇氏譜 Ji Shi Pu                       | Généalogie de la famille Ji                                      |                                    | Récits sur Xi Kang et sa famille | 20.583; biographie de Cao Lin (曹林)                                          |
| 機雲別傳 Ji Yun Biezhuan               | Biographie non officielle de [Lu] Ji and [Lu] Yun                |                                    | Récits centrés sur Lu Ji et Lu Yun (陸雲), les fils de Lu Xun | 58.1360–1, n 2                                                                |
| 家傳 Jia Zhuan                         | L'Histoire de ma Famille                                         | Cao Cao                            | L'histoire et la lignée de la famille Cao | 14.455 n 2; biographie de Jiang Ji                                            |
| 江表傳 Jiang Biao Zhuan                |                                                                  | Yu Pu (虞溥)                       | Biographies d'habitants de la région de Jiangnan | 1.39–40                                                                       |
| 晉諸公贊 Jin Zhugong Zan               | Bilan des officiels du Jin                                       | Fu Chang (傅暢)                    | Contient des biographies d'officiels des Cours du Wei et du Jin | 4.138                                                                         |
| 孔氏譜 Kong Shi Pu                     | Généalogie de la famille Kong                                    |                                    | Kong Yi (孔乂) et sa famille | 16.514–5; biographie de Cang Ci                                               |
| 會稽典錄 Kuaiji Dianlu                 | Documents estimés de Kuaiji                                      |                                    | Annales d'habitants de Kuaiji (會稽) | 46.1100, n 10                                                                 |
| 會稽邵氏家傳 Kuaiji Shao Shi Jia Zhuan | Généalogie de la famille Shao de Kuaiji                          |                                    | Annales concernant Shao Chou (邵疇) et sa famille | 48.1170–1                                                                     |
| 零陵先賢傳 Lingling Xianxian Zhuan     | Biographies des personnes dignes d'intérêt de Lingling           |                                    | Biographies d'habitants de Lingling (零陵) | 6.216, n 5                                                                    |
| 劉氏譜 Liu Shi Pu                      | Généalogie de la famille Liu                                     |                                    | Annales concernant Liu Yi (劉廙) et sa famille | 21.617, n 4                                                                   |
| 劉廙別傳 Liu Yi Biezhuan               | Biographie non officielle de Liu Yu                              |                                    | Annales concernant Liu Yi (劉廙) | 21.614–5, n 2                                                                 |
| 廬江何氏家傳 Lujiang He Shi Jia Zhuan  | Généalogie de la famille He de Lujiang                           |                                    | | 21.622, n 5                                                                   |
| 盧諶別傳 Lu Chen Biezhuan              | Biographie non officielle de Lu Chen                             |                                    | | 22.653                                                                        |
| 陸氏祠堂像贊 Lu Shi Citang Xiang Zan   |                                                                  |                                    | Annales et archives sur Lu Xun et sa famille | 58.1343                                                                       |
| 陸氏世頌 Lu Shi Shisong                | Généalogie de la famille Lu                                      |                                    | Généalogie de Lu Xun et de sa famille | 58.1343                                                                       |
| 陸遜銘 Lu Xun Ming                     | Inscription nécrologique de Lu Xun                               | Lu Ji                              | | 58.1349                                                                       |
| 潘尼別傳 Pan Ni Biezhuan               | Biographie non officielle de Pan Ni                              |                                    | Annales concernant Pan Ni (潘尼) | 21.613, n 1                                                                   |
| 潘岳別傳 Pan Yue Biezhuan              | Biographie non officielle dePan Yue                              |                                    | Annales concernant Pan Yue (潘岳) | 21.613, n 1                                                                   |
| 裴氏家紀 Pei Shi Jia Ji                | Généalogie de la famille Pei                                     | Fu Chang (傅暢)                    | | 42.1024, n 3                                                                  |
| 平原禰衡傳 Pingyuan Mi Heng Zhuan      | Biographie de Mi Heng de Pingyuan                                |                                    | La vie et la correspondance de Mi Heng et ses associés | 10.311, n 2                                                                   |
| 譜敘 Pu Xu                             | Discussion sur la Généalogie                                     | Hua Jiao (華嶠)                    | Sur les actions de Hua Xin (華歆), de sa famille et de ses associés | 13.402, n 3                                                                   |
| 任嘏別傳 Ren Gu Biezhuan               | Biographie non officielle de Ren Gu                              |                                    | Annales concernant Ren Gu (任嘏) | 27.748, n 6                                                                   |
| 汝南先賢傳 Runan Xianxian Zhuan        | Biographies des personnes dignes d’intérêt de Runan              | Zhou Pei (周裴)                    | Biographies d'habitants de Runan | 23.658; biographie de He Qia                                                  |
| 阮氏譜 Ruan Shi Pu                     | Généalogie de la famille Ruan                                    |                                    | Annales et archives sur Ruan Wu (阮武) et sa famille | 16.508; biographie de Du Shu (杜恕)                                           |
| 三輔決錄注 Sanfu Jue Lu Zhu            | Sélection d'Annales annotées de Sanfu                            | Zhao Qi; Zhi Yu (摯虞), annotation | Annales sur la région de Sanfu, une zone si situant autour de Guanzhong, Shaanxi | 1.50, n 2                                                                     |
| 山濤行狀 Shan Tao Xingzhuang           |                                                                  |                                    | Annales de Shan Tao (山濤) | 21.607                                                                        |
| 山陽公載記 Shanyang Gong Zaiji         | Annales du Duc de Shanyang                                       | Yue Zi (樂資)                      | Anecdotes concernant Liu Xie (劉協), qui est plus connu sous le nom d'empereur Han Xiandi                                                                                                  | 1.31, n 2                                                                     |
| 蜀世譜 Shu Shi Pu                      | Généalogie du Shu                                                | Sun Sheng                          | | 34.906, n 3                                                                   |
| 孫惠別傳 Sun Hui Biezhuan              | Biographie non officielle de Sun Hui                             |                                    | Annales concernant Sun Hui (孫惠) | 51.1211, n 3                                                                  |
| 孫氏譜 Sun Shi Pu                      | Généalogie de la famille Sun                                     |                                    | Annales concernant Sun Zi (孫資) et sa famille | 14.462                                                                        |
| 孫資別傳 Sun Zi Biezhuan               | Biographie non officielle de Sun Zi                              |                                    | Annales concernant Sun Zi (孫資) | 14.457–9, nn 1, 2, 4                                                          |
| 王弼傳 Wang Bi Zhuan                   | Biographie de Wang Bi                                            | He Shao (何劭)                     | | 14.449, n 2                                                                   |
| 王朗家傳 Wang Lang Jia Zhuan           | Biographies de la famille de Wang Lang                           |                                    | Biographies de Wang Lang et des membres de sa famille | 13.407                                                                        |
| 王氏譜 Wang Shi Pu                     | généalogie de la famille Wang                                    |                                    | Probablement deux documents différents runit sous un même titre, le premier ayant trait au clan Wang de Langye, et le second au clan Wang de Taiyuan                                       | Langye: 24.679; biographie de Cui Lin Taiyuan: 27.744; biographie de Wang Xu  |
| 魏世譜 Wei Shi Pu                      | Généalogie du Wei                                                | Sun Sheng                          | | 4.123, n 1                                                                    |
| 魏武故事 Wei Wu Gushi                  | Histoire de l'Empereur Martial du Wei [Cao Cao]                  |                                    | Annales concernant des personnes et des événements associés à Cao Cao | 1.18                                                                          |
| 文士傳 Wenshi Zhuan                    | Biographies de Lettrés                                           | [ note 12 ]                        | Biographies de diverses personnes | 9.280; 10.312, n 2; biographie de Xun Yu                                      |
| 吳質別傳 Wu Zhi Biezhuan               | Biographie non officielle de Wu Zhi                              |                                    | Records about Wu Zhi | 21.609–610                                                                    |
| 先賢行狀 Xianxian Xingzhuang           |                                                                  |                                    | Informations biographiques de différentes personnes, dont Xu Qiu (徐璆) | 1.30                                                                          |
| 獻帝記 Xiandi Ji                       | Annales de l'Empereur Xian                                       | [ note 13 ]                        | Annales concernant l'empereur Han Xiandi. | 1.13, n 2                                                                     |
| 襄陽記 Xiangyang Ji                    | Annales de Xiangyang                                             | Xi Zuochi                          | Contient des biographies de personnes originaires de Xiangyang, Hubei) | 35.913, n 1                                                                   |
| 荀粲傳 Xun Can Zhuan                   | Biographie de Xun Can                                            | He Shao (何劭)                     | Biographie de Xun Can (荀粲) | 10.319–320                                                                    |
| 荀氏家傳 Xun Shi Jia Zhuan             | généalogie de la famille Xun                                     |                                    | Chroniques concernant Xun Yu, Xun You et leur famille | 10.316, n 1                                                                   |
| 荀勗別傳 Xun Xu Biezhuan               | Biographie non officielle de Xun Xu                              |                                    | Chroniques concernant Xun Xu | 10.332                                                                        |
| 荀彧碑文 Xun Yu Beiwen                 | Épitaphe de Xun Yu                                               | Pan Xu (潘勗)                      | | 10.312, n 2; biographie de Xun Yu                                             |
| 荀彧別傳 Xun Yu Biezhuan               | Biographie non officielle de Xun Yu                              |                                    | Chroniques concernant Xun Yu | 10.315                                                                        |
| 逸士傳 Yishi Zhuan                     | Biographies d'ermites                                            | Huangfu Mi                         | Histoires de personnes ayant vécu recluses pour raison politiques | 1.31, n 1                                                                     |
| 益部耆舊傳 Yi Bu Qijiu Zhuan           | Biographies des Anciens de la région de Yi                       | [ note 14 ]                        | Biographies de personnes de la province de Yi | 31.866, n 4                                                                   |
| 英雄記 Yingxiong Ji                    | Chroniques de Héros et de Champions                              | Wang Can                           | Aussi connu sous le nom de Han Mo Yingxiong Ji (漢末英雄記; Chroniques des Héros de la Fin de la Dynastie Han). Annales diverses sur les seigneurs de guerre de la fin de la dynastie Han. | 1.6                                                                           |
| 虞翻別傳 Yu Fan Biezhuan               | Biographie non officielle de Yu Fan                              |                                    | Annales sur Yu Fan | 57.1317, n 3                                                                  |
| 庾氏譜 Yu Shi Pu                       | Généalogie de la famille Yu                                      |                                    | Chroniques sur Yu Ni (庾嶷) et sa famille | 11.363, n 3                                                                   |
| 袁氏世紀 Yuan Shi Shiji                | Annales de la famille Yuan                                       |                                    | Annales sur Yuan Huan et sa famille | 11.334                                                                        |
| 趙雲別傳 Zhao Yun Biezhuan             | Biographie non officielle de Zhao Yun                            |                                    | Annales concernant Zhao Yun | 36.948–9                                                                      |
| 鄭玄別傳 Zheng Xuan Biezhuan           | Biographie non officielle de Zheng Xuan                          |                                    | Annales concernant Zheng Xuan | 4.142                                                                         |
| 鄭玄傳 Zheng Xuan Zhuan                | Biographie de Zheng Xuan                                         |                                    | | 38.970; biographie de Sun Qian                                                |
| 鍾會母傳 Zhong Hui Mu Zhuan            | La Biographie de Ma Mère                                         | Zhong Hui                          | Biographie de la mère de Zhong Hui | 28.784, .785–6                                                                |
| 諸葛恪別傳 Zhuge Ke Biezhuan           | Biographie non officielle de Zhuge Ke                            |                                    | Annales concernant Zhuge Ke | 64.1430, n 1                                                                  |
| 諸葛氏譜 Zhuge Shi Pu                  | Généalogie de la famille Zhuge                                   |                                    | Récits sur Zhuge Liang et sa famille | 35.932, n 2                                                                   |

### Encyclopédies, dictionnaires et ouvrages de référence
| Titre                     | Traduction                                     | Auteur / Compilateur              | Notes | Localisation de la première citation tirée de ce texte dans les "Annotations" |
| ------------------------- | ---------------------------------------------- | --------------------------------- | --- | ----------------------------------------------------------------------------- |
| 博物記 Bowu Ji            |                                                | [ note 15 ]                       | Encyclopédie. On y trouve également les dernières volontés et les legs de Wang Can, Wang Kai (王凱) et des descendants de Chen Shi. | 11.339 n 1                                                                    |
| 博物志 Bowuzhi            |                                                | Zhang Hua                         | textes sur les mythes et légendes, l'histoire ancienne, les sciences naturelles et diverses choses                                  | 1.54, n 2                                                                     |
| 方言注 Fangyan Zhu        |                                                | Yang Xiong; annotations de Guo Pu | Dictionnaire des termes topolectaux                                                                                                 | 40.996; 50.1197                                                               |
| 風俗通義 Fengsu Tongyi    |                                                | Ying Shao                         | Extant | 6.179, n 6                                                                    |
| 決疑要注 Jue Yi Yao Zhu   | Edition annotée du Guide pour lever les doutes | Zhi Yu (摯虞)                     | Contient des informations sur la fabrication des ornements en jade                                                                  | 21.599 n 3; biographie de Wang Can                                            |
| 列女傳 Lienü Zhuan        | Biographies de femmes exemplaires              | Huangfu Mi                        | Extant | 9.293                                                                         |
| 三蒼 Sancang              |                                                | Guo Pu, annotations               | Textes éducatifs élémentaire cité comme un dictionnaire                                                                             | 1.30                                                                          |
| 神異經 Shen Yi Jing       | Classique des esprits et des bizarreries       | Dongfang Shuo                     | Lieux et créatures mythiques | 4.118; biographie de Cao Fang                                                 |
| 四體書勢序 Sitishu Shi Xu | Preface aux Formes des quatre modes d'écriture | Wei Heng (衛恆)                   | Traité de Calligraphie | 1.31, n 1                                                                     |
| 序傳 Xu Zhuan             | Préfaces aux Biographies                       | Sima Biao                         | Errata et corrections de biographies de la période de Trois Royaumes et du début de la Dynastie Jin                                 | 1.49, n 3                                                                     |
| 異物志 Yiwu Zhi           | Chroniques du Bizarre                          | Yang Fu (楊孚)                    | Lieux et objets mythologiques | 4.117, n 2                                                                    |
| 志林 Zhilin               | (la) Forêt des Chroniques                      | Yu Xi                             | Informations sur les différents types de sceaux impériaux                                                                           | 46.1099, n 9                                                                  |

### Poésie, essais, philosophie et littérature
| Titre                                     | Traduction                                               | Auteur / Compilateur     | Notes | Localisation de la première citation tirée de ce texte dans les "Annotations" |
| ----------------------------------------- | -------------------------------------------------------- | ------------------------ | --- | ----------------------------------------------------------------------------- |
| 百一詩 Bai Yi Shi                         |                                                          | Ying Qu (應璩)           | Poesie | 2.61–2                                                                        |
| 辨亡論 Bian Wang Lun                      | Comment le Wu fut perdu                                  | Lu Ji                    | Essais sur la chute du royaume de Wu                                                                                     | 48.1179–82                                                                    |
| 抱朴子 Baopuzi                            |                                                          | Ge Hong                  | classique taoiste. Extant.                                                                                               | 48.1162 n 2                                                                   |
| 曹公集 Cao Gong Ji                        | Collection du seigneur Cao                               |                          | Compilation des œuvres de Cao Cao. Extant.                                                                               | 38.970, n 2                                                                   |
| 陳思王集 Chen Si Wang Ji                  | Œuvres Collectées du Prince Si de Chen [Cao Zhi]         | Cao Zhi                  | Poésie, lettres, essais. Exant.                                                                                          | 2.76                                                                          |
| 從軍詩 Congjun Shi                        |                                                          | Wang Can                 | Poésies à la gloire des prouesses militaires de Cao Cao                                                                  | 1.47                                                                          |
| 大墓賦 Da Mu Fu                           | Rhapsodie sur la Grande Tombe                            | Lu Ji                    | Poésie | 2.62                                                                          |
| 帝集 Di Ji                                | Collection d’œuvres de l'Empereur                        | Cao Mao                  | Essais | 4.138                                                                         |
| 典論 Dianlun                              |                                                          | Cao Pi                   | | 1.7, n 6                                                                      |
| 傅咸集 Fu Xian Ji                         | Collection d’œuvres de Fu Xian                           | Fu Xian (傅咸)           | Compilation des œuvres de Fu Xian (傅咸)                                                                                 | 22.649                                                                        |
| 傅子 Fu Zi                                |                                                          | Fu Xuan                  | Essais et poésies | 1.26                                                                          |
| 嵇康集 Ji Kang Ji                         | Collection d’œuvres de Xi Kang                           | Xi Kang                  | Essais et poésies | 21.606; Biographie de Xi Kang                                                 |
| 家戒 Jia Jie                              | Règles familiales                                        | Du Shu (杜恕)            | Chroniques sur Zhang Ge (張閣)                                                                                           | 11.354; biographie de Bing Yuan                                               |
| 家誡 Jia Jie                              | Règles familiales                                        | Wang Chang (王昶)        | | 1.52                                                                          |
| 孔融集 Kong Rong Ji                       | Collection d’œuvres de Kong Rong                         | Kong Rong                | Essais, poèmes et mémoriaux                                                                                              | 11.345–6                                                                      |
| 禮論 Lilun                                | Discussion sur les propriétés                            |                          | Informations diverses sur Xie Ci (謝慈)                                                                                  | 59.1374                                                                       |
| 列異傳 Lieyi Zhuan                        |                                                          | Cao Pi?                  | Collection de contes surnaturels                                                                                         | 13.405                                                                        |
| 明堂論 Mingtang Lun                       |                                                          | Cai Yong                 | méta-exégèse | 4.142–3                                                                       |
| 潘岳集 Pan Yue Ji                         | Collection d’œuvres de Pan Yue                           | Pan Yue (潘岳)           | Recense les zi des membres de la famille de Yang Ji (楊暨)                                                               | 26.728                                                                        |
| 七略 Qi Lüe                               |                                                          | Liu Xiang                | | 38.974                                                                        |
| 啓蒙注 Qi Meng Zhu                        |                                                          | Gu Kaizhi                | | 3.104                                                                         |
| 啓事 Qishi                                | L'explication des choses                                 | Shan Tao (山濤)          | Aussi connu sous le nom de Shan Gong Qishi (山公啓事)                                                                    | 16.493, n 2; biographie de Su Ze (蘇則)                                       |
| 神仙傳 Shenxian Zhuan                     | Histoires des Immortels                                  | Ge Hong                  | | 32.891                                                                        |
| 聖主得賢臣頌 Shengzhu De Xianchen Song    | Ode au dirigeant sage qui obtient un ministre talentueux | Wang Bao (王褒)          | Poésie | 42.1040, n 9; biographie de Xi Zheng                                          |
| 書林 Shulin                               | Forêt des documents                                      | Ying Qu (應璩)           | Recense les zi de Zhan Qian (棧潛)                                                                                       | 25.719                                                                        |
| 蜀都賦 Shu Du Fu                          | Rhapsodie sur la Capitale du Shu                         | Zuo Si                   | Poésie | 38.975, n 2                                                                   |
| 說苑 Shuoyuan                             | Jardin des Histoires                                     | Liu Xiang                | Histoires historiques et fictives.                                                                                       | 19.568, n 1; biographie de Cao Zhi                                            |
| 搜神記 Soushen Ji                         | En quête du surnaturel                                   | Gan Bao                  | | 2.75–6, n 3                                                                   |
| 頭責子羽                                  |                                                          | Zhang Min (張敏)         | | 14.461, n 3                                                                   |
| 萬機論 Wan Ji Lun                         |                                                          | Jiang Ji (蔣濟)          | | 37.954, n 3                                                                   |
| 王朗集 Wang Lang Ji                       | Œuvres rassemblées de Wang Lang                          | Wang Lang                | | 13.411, n 2                                                                   |
| 魏都賦 Wei Du Fu                          | Rhapsodie de la Capitale du Wei                          | Zuo Si                   | Une des Rhapsodies des trois Capitales (三都賦)                                                                          | 11.360                                                                        |
| 文章敘錄 Wenzhang Xulu                    |                                                          | Xun Xu (荀勗)            | Aussi connu sous le nom de 雜撰文章家集敘 (Collection d'analyses de divers auteurs choisis)                              | 9.273, n 3                                                                    |
| 文章志 Wenzhang Zhi                       |                                                          | Zhi Yu (摯虞)            | | 6.216, n 5                                                                    |
| 新論 Xin Lun                              | Nouvelles Discussions                                    | Huan Tan                 | Essais | 42.1040, n 8                                                                  |
| 新序 Xin Xu                               | Nouvelles Préfaces                                       | Liu Xiang                | Collection de contes historiques et fictifs. Extant.                                                                     | 21.614; biographie de Liu Yi (劉廙)                                           |
| 楊都賦注 Yang Du Fu Zhu                   | Version annotée de la Rhapsodie sur la Capitale du Yang  | Yu Chan (庾闡)           | Poésie | 47.1148, n 1                                                                  |
| 姚信集 Yao Xin Ji                         | Collection d’œuvres de Yao Xin                           | Yao Xin (姚信)           | Rapport faisant l'éloge de Lu Yusheng (陸鬱生), la fille de Lu Ji.                                                       | 57.1329                                                                       |
| 異林 Yilin                                |                                                          | un neveu de Lu Yun(陸雲) | | 13.396, n 3                                                                   |
| 異同雜語 Yitong Zayu                      | Notes diverses sur les similitudes et les différences    | Sun Sheng                | [ note 17 ] | 1.3, n 2                                                                      |
| 袁子 Yuanzi                               |                                                          | Yuan Zhun (袁準)         | Essais | 20.591–2                                                                      |
| 越絕書 Yue Jue Shu                        |                                                          |                          | Histoires sur l'ancien état de Yue, et son dernier roi Goujian.                                                          | 42.1039, n 4; biographie de Xi Zheng                                          |
| 戰略 Zhanlüe                              | Stratégie Militaire                                      | Sima Biao                | | 6.211–2, n 2                                                                  |
| 張超集 Zhang Chao Ji                      | Collection d’œuvres de Zhang Chao                        | Zhang Chao (張超)        | Lettre de recommandation pour Yuan Yi (袁遺)                                                                             | 1.7, n 6                                                                      |
| 仲長統冒言表 Zhongchang Tong Mao Yan Biao | Rapport de Zhongchang Tong sur le discours courageux     | Miao Xi (繆襲)           | Biographie et rapports de Zhongchang Tong (仲長統)                                                                       | 21.620                                                                        |
| 諸葛亮集 Zhuge Liang Ji                   | Collection d’œuvres de Zhuge Liang                       | Chen Shou                | Aussi connu sous le nom de collection de la famille Zhuge (諸葛氏集). Compilation de travaux et d'écrits de Zhuge Liang. | 32.891                                                                        |

### Correspondances
| Titre                    | Traduction                    | Auteur / Compilateur               | Notes | Localisation de la première citation tirée de ce texte dans les "Annotations" |
| ------------------------ | ----------------------------- | ---------------------------------- | --- | ----------------------------------------------------------------------------- |
| 馬先生序 Ma Xiansheng Xu | Présentation de Ma l'aîné     | Fu Xuan                            | Lettre de Ma Jun (馬鈞) du xian de Fufeng                                                                                        | 29.807–8                                                                      |
|                          | poèmes et réponses sans titre | Cao Jia (曹嘉) et Shi Chong (石崇) | | 20.587–8, n 2; biographie de Cao Biao (曹彪)                                  |
|                          | lettre sans titre             | Wang Biaozhi (王彪之)              | Lettre à Yin Hao, pour lui donner des conseils dans le cadre d'un cours de diplomatie                                            | 21.618; biographie de Liu Shao                                                |
|                          | proclamation sans titre       | Wen Qin et Guanqiu Jian            | Proclame la droiture de leur rébellion contre Sima Yi.                                                                           | 28.763–5; biographie Guanqiu Jian                                             |
|                          | Lettre sans titre             | Wen Qin                            | Lettre sollicitant l'aide de Guo Zhun (郭准), qui était malheureusement déjà décédé à l'époque de la rédaction de ladite lettre. | 28.766–7 biographie de Guanqiu Jian                                           |
|                          | Proclamation sans titre       | Wen Qin                            | Proclamation de la reddition au royaume de Wu                                                                                    | 28.768; biographie de Guanqiu Jian                                            |
|                          | histoires sans titre          | Guo Chong (郭沖)                   | Cinq histoires douteuses à propos de Zhuge Liang                                                                                 | 35.917–8, .921–2 n 5, .922–3 n 2, .926 n 2                                    |
|                          | essai sans titre              | Zhang Zhao                         | Essai sur la politique de Ying Shao concernant les tabous liés aux noms des anciens monarques                                    | 52.1219–1220; biographie de Zhang Zhao                                        |

### Classiques
Citer des classiques dans un texte ou un discours était un exercice incontournable de la vie politique et académique chinoise dès la période des Zhou orientaux. Pei Songzhi cite souvent des classiques afin de contextualiser les citations faites par les orateurs dans le texte original de Chen Shou, et occasionnellement pour expliquer la philosophie ou le contexte derrière les actions d'une personne. Ces œuvres ne sont pas à proprement parler des sources historiques utilisée par Pei Songzhi, mais elles sont incluses ici pour des raisons d'exhaustivité.
| Titre                                       | Traduction                                 | Auteur / Compilateur                                            | Notes | Localisation de la première citation tirée de ce texte dans les "Annotations" |
| ------------------------------------------- | ------------------------------------------ | --------------------------------------------------------------- | --- | ----------------------------------------------------------------------------- |
| 春秋公羊傳解詁 Chunqiu Gongyang Zhuan Jiegu | Exégèse du Gongyang Zhuan                  | Gongyang Gao (公羊高); He Xiu (何休), annotation                | Commentaire des Annales des Printemps et Automnes. Extant. | 1.40, n 2; 5.161                                                              |
| 春秋左氏傳集解 Chunqiu Zuo Shi Zhuan Jijie  | Collection d'exégèses du Zuo Zhuan         | Du Yu, annotation                                               | La tradition historique confucianiste, dont les origines sont hétérogènes, jointe aux Annales des Printemps et Automnes.                                          | 24.678; biographie de Han Ji (韓暨)                                           |
| 管子 Guanzi                                 |                                            |                                                                 | Actes et philosophie de Guan Zhong, premier ministre de l'état de Qi qui a permis au Duc Huan de Qi de devenir Hégémon. Extant.                                   | 2.60                                                                          |
| 國語 Guoyu                                  | Proverbes des États                        | Wei Zhao, annotations                                           | Discours et rhétorique de l'époque des Zhou de l'Est. Extant. | 1.40, n 8                                                                     |
| 淮南子 Huainan Zi                           |                                            |                                                                 | Encyclopédie philosophique et scientifique, généralement classée comme un texte taoïste. Extant.                                                                  | 42.1038                                                                       |
| 禮記注 Liji Zhu                             | Classique des rites annoté                 | Zheng Xuan, annotation                                          | Ce texte rituel prescriptif est une édition annotée d'un des Classique chinois.Extant.                                                                            | 3.108, n 2                                                                    |
| 論語 Lunyu                                  | Analectes                                  | Kong Qiu                                                        | texte fondateur du Confucianisme. Extant | 38.974                                                                        |
| 呂氏春秋 Lüshi Chunqiu                      | Annales des Printemps et Automnes de Mr Lü | Lü Buwei                                                        | Encyclopédie. Extant. | 2.82, n 2                                                                     |
| 孟子 Mengzi                                 | Mencius                                    | Mencius                                                         | texte fondateur du Confucianisme. Extant | 24.682                                                                        |
| 尚書注 Shangshu Zhu                         | Classique des documents annoté             | Zheng Xuan, annotation                                          | Chroniques des personnes, des discours et des événements datant de la période des Zhou occidentaux. C'est une édition annotée d'un des Classique chinois. Extant. | 1.40, nn 3, 5, 6, 7                                                           |
| 詩經 Shijing                                | Classique des vers                         |                                                                 | Poésie de la culture Zhou, de la période pré-dynastique à la période des Zhou orientaux. C'est l'un des Classique chinois. Extant.                                | 1.40, n 5                                                                     |
| 孫子兵法 Sunzi Bingfa                       | L'Art de la guerre                         |                                                                 | Traité sur la stratégie et la tactique militaires. Extant. | 27.744; biographie de Wang Xu                                                 |
| 戰國策 Zhanguoce                            | Stratagèmes des Royaumes combattants       | Liu Xiang                                                       | Contes fictifs et exercices de rhétorique persuasive.Extant. | 21.615, n 3                                                                   |
| 莊子 Zhuangzi                               |                                            | Une partie du texte de cet ouvrage est attribué à Tchouang-tseu | Texte fondateur taoïste. Extant. | 11.366                                                                        |

### Textes d’origines incertaines et/ou citation contestables
| Titre                          | Traduction                                                                   | Auteur / Compilateur | Notes | Localisation de la première citation tirée de ce texte dans les "Annotations" |
| ------------------------------ | ---------------------------------------------------------------------------- | -------------------- | --- | ----------------------------------------------------------------------------- |
| 異同評 Yitong Ping             | Commentaires sur les similitudes et les différences                          | Sun Sheng            | [ note 17 ] | 1.21–2, n 2                                                                   |
| 雜記 Zaji                      | Documents divers                                                             | Sun Sheng            | [ note 17 ] | 1.5, n 2                                                                      |
| 異同記 Yitong Ji               | Documents des similitudes et des différences                                 | Sun Sheng            | [ note 17 ] | 35.933, n 2                                                                   |
| 晉書 Jin Shu                   | Livre des Jin                                                                | Gan Bao              | Ce Livre des Jin peut aussi bien être le Jin Ji de Gan Bao mal identifié, qu'une œuvre homonyme n'ayant rien à voir avec celle de Bao.                                                             | 3.94                                                                          |
| 辨道論 Bian Dao Lun            |                                                                              | Cao Zhi              | Documents des maîtres taoïstes contemporains Gan Shi (甘始), Zuo Ci et Xi Jian (郤儉). Cité par Pei Songzhi comme une œuvre indépendante, le Bian Dao Lun a depuis été intégré au Chen Si Wang Ji. | 29.805–6                                                                      |
| 晉百官名 Jin Baiguan Ming      | Publications Officielles des Jin                                             |                      | Cette œuvre est peut-être le Baiguan Ming désigné sous un autre nom | 16.493, n 2; biographie de Su Ze (蘇則)                                       |
| 晉百官表 Jin Baiguan Biao      | Rapport sur les Publications Officielles des Jin                             |                      | Cette œuvre est peut-être le Jin Baiguan Ming désigné sous un autre nom | 35.933, n 1                                                                   |
| 武帝百官名 Wudi Baiguan Ming   | Publications Officielles du règne de l'Empereur Martial [du Jin]             |                      | Registre officiel des fonctionnaires du gouvernement. Il se peut qu'il ait fait partie du texte du Baiguan Ming ou du Jin Baiguan Ming                                                             | 18.538, n 3; biographie de Zang Ba                                            |
| 冀州記 Jizhou Ji               | Archives de la province de Ji                                                | Xun Chuo (荀綽)      | Etrait du Jiuzhou Ji. | 9.305, n 2                                                                    |
| 兗州記 Yanzhou Ji              | Archives de la province de Yan                                               | Xun Chuo (荀綽)      | Extrait du Jiuzhou Ji. | 16.508; biographie de Du Shu (杜恕)                                           |
| 益州耆舊傳 Yizhou Qijiu Zhuan  | Biographies des aînés de la province de Yi                                   | [ note 14 ]          | | 38.967, n 1                                                                   |
| 益州耆舊雜記 Yizhou Qijiu Zaji | Documents divers des aînés de la province de Yi                              |                      | On pense qu'il s'agit d'un appendice ou d'un volume complémentaire du Yi Bu Qijiu Zhuan. | 31.867, n 1                                                                   |
| 耆舊 Qijiu                     | Sur les Ainés                                                                |                      | Cité une fois sous le nom de Yi Bu Qijiu Zaji, il s'agit très probablement d'une référence en abrégé qui renvoie à ce livre                                                                        | 45.1088                                                                       |
| 褒賞令 Baoshang Ling           | Ordre sur les évaluations et les récompenses                                 | Cao Cao              | Fait partie du Cao Gong Ji | 1.23                                                                          |
| 立郊議 Li Jiao Yi              | Délibérations concernant l'établissement du sacrifice semestriel à la nature | Jiang Ji             | Contient l'épitaphe de Cao Teng | 14.455 n 2; biographie de Jiang Ji                                            |
| 舊事 Jiu Shi                   | Questions d'antan                                                            |                      | Œuvre sur les carrières des fils de Wei Zi (衛茲) | 22.649                                                                        |
| 孫綽評 Sun Chuo Ping           | Critiques de Sun Chuo                                                        | Sun Chuo             | Essais et commentaires | 42.1031                                                                       |
| 輔臣贊 Fu Chen Zan             | Louange aux ministres soutenant (l'empereur)                                 | Yang Xi (楊戲)       | Les documents des politiciens du Royaume de Shu | 37.956; Pang Tong                                                             |
| 樂廣傳 Yue Guang Zhuan         | Biographie de Yue Guang                                                      | Xie Kun (謝鯤)       | Informations sur les activités et les héritages des descendants de Pei Qian | 23.674; biographie de Pei Qian                                                |
| 辛憲英傳 Xin Xianying Zhuan    | Biographie de Xin Xianying                                                   | Xiahou Zhan (夏侯湛) | Biographie de Xin Xianying, la fille de Xin Pi | 25.699–700                                                                    |
| 陸芝銘 Lu Zhi Ming             | Inscription funéraire pour Lu Zhi                                            | Xiahou Zhan (夏侯湛) | La Vie et les actions de Lu Zhi (陸芝) | 9.292                                                                         |
| 漢官儀 Han Guan Yi             | Étiquette des représentants officiels de Han                                 | Ying Shao            | Informations sur les procédures du gouvernement de la dynastie Han | 46.1099, n 9                                                                  |

### Autres sources
Pei Songzhi cite parfois d'autres historiens sans citer aucun titre de livre ou de document. Parmi ces auteurs, Sun Sheng, Gan Bao et Xi Zuochi sont particulièrement cités. Ces citations sont peut-être des notes marginales présentes dans la copie de Pei des Chroniques des Trois Royaumes, ou des notes personnelles auxquelles il avait accès. Dans certains cas rares, il arrive à Pei Songzhi de rapporter des rumeurs sans origines claires.